# Abel Tarride
Abel Tarride (18 de abril de 1865 – 3 de febrero de 1951) fue un actor y dramaturgo de nacionalidad francesa.
Nacido en Niort, Francia, Abel Tarride se hizo conocido por su interpretación del Comisario Jules Maigret en el film Le Chien jaune en 1932.
Actor y dramaturgo, Abel Tarride fue también director del Teatro de la Renaissance, en París, sucediendo a Sarah Bernhardt y a Lucien Guitry.
Abel Tarride fue el padre del director Jean Tarride y del actor Jacques Tarride, ambos nacidos de su matrimonio con la actriz Marthe Régnier. De un segundo matrimonio tuvo otro hijo, Sacha Tarride, que interpretó al joven Toto en el film On purge bébé, dirigido por Jean Renoir.
Abel Tarride falleció en Lyon, Francia, en 1951.

## Obra como dramaturgo
- Le Spleen , pantomima, escrkita con Marc Legrand, música de Émile Bonnamy, 1889
- Monôme-Revue, revista en tres actos, escrita con Léon Xanrof, Teatro Paradis Latin, 1890
- Madame Pygmalion, pantomima, escrita con Léon Xanrof, música de Émile Bonnamy, Théâtre des Bouffes-Parisiens, 1892
- À la mairie, monólogo, 1896
- Le Coin du feu, comedia en un acto, escrita con François Vernayre, Teatro des Mathurins, 1903
- Fin de vertu, comedia en un acto, escrita con François Vernayre, Teatro des Capucines, 1903
- Par habitude, comedia en un acto, escrita con François Vernayre, Teatro des Mathurins, 1903
- Le Tour de main, comedia en tres actos, escrita con Francis de Croisset, 1905
- Papa, comedia en un acto, escrita con Henri Piazza, 1905
- La Chance du mari, comedia en un acto, 1906
- Madame Gribouille, vodevil en 3 actos, escrita con Adolphe Chennevière, Teatro du Palais-Royal, 1908
- Faire fortune, comedia en tres actos, escrita con Fernand Fauré, 1921
- Faubourg Montmartre, escrita con Henri Duvernois, 1923
- Nounette, comedia a partir de la novela de Henri Duvernois, escrita con Jean Tarride, Teatro Daunou, 1924
- Le Colonel Wallingford, comedia en tres actos, escrita con Fernand Fauré, 1925

## Filmografía

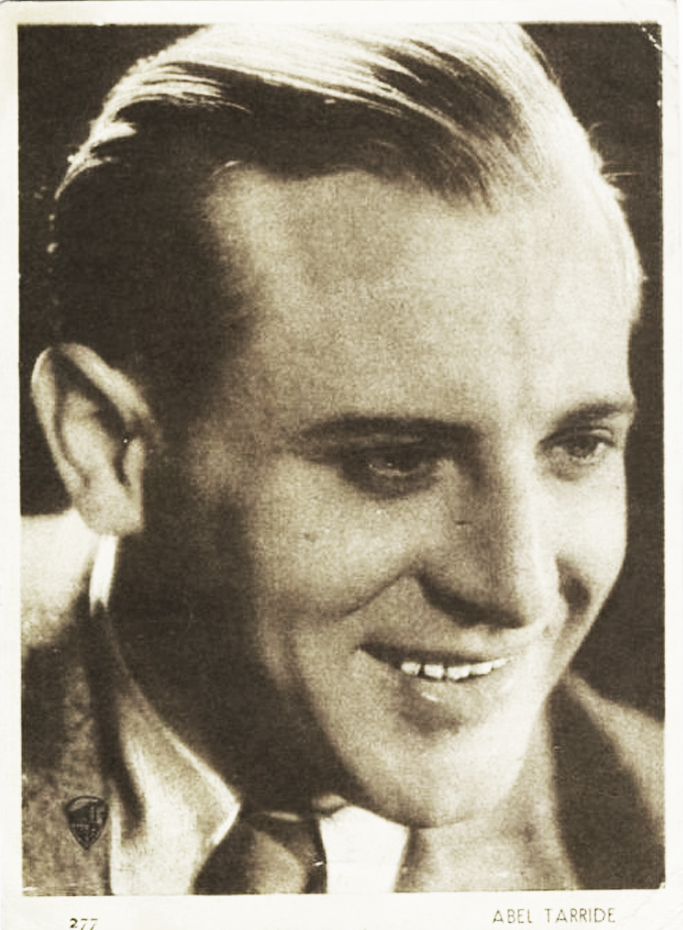
Abel Tarride hacia 1910

- 1920: Pour don Carlos
- 1924: Jocaste
- 1926: Le Soleil de minuit
- 1932: Le Chien jaune
- 1932: Embrassez-moi
- 1933: Les Ailes brisées
- 1933: Liebelei
- 1933: Matricule 33
- 1934: Aux portes de Paris
- 1934: La Cinquième Empreinte
- 1934: L'Aventurier
- 1935: Vogue, mon cœur
- 1935: Jérôme Perreau
- 1935: Un homme de trop à bord
- 1936: Maria de la nuit
- 1936: Notre-Dame d'amour
- 1936: Les Deux Gamines
- 1936: Les Demi-vierges
- 1936: Nitchevo
- 1936: Blanchette de Pierre Caron
- 1937: La Bataille silencieuse
- 1937: L'Habit vert
- 1939: Entente cordiale
- 1946: Nuits d'alerte

## Actor teatral
- 1898: Le Contrôleur des wagons-lits, de Alexandre Bisson, Teatro des Nouveautés
- 1899: La Dame de chez Maxim, de Georges Feydeau, Théâtre des Bouffes Parisiens
- 1901: Yvette, de Pierre Berton, Teatro du Vaudeville
- 1902: La Passerelle, de Francis de Croisset, Teatro du Vaudeville
- 1902: Le Masque, de Henry Bataille, Teatro du Vaudeville
- 1902: La Châtelaine, de Alfred Capus, escenografía de Firmin Gémier, Teatro de la Renaissance
- 1903: La Peur, de Félix Duquesnel, Teatro des Capucines
- 1903: Antoinette Sabrier, de Romain Coolus, Teatro du Vaudeville
- 1904: Frère Jacques, de Henri Bernstein y Pierre Veber, Teatro du Vaudeville
- 1904: L'Esbrouffe, de Abel Hermant, Teatro du Vaudeville
- 1904: Le Bercail, de Henri Bernstein, Teatro du Gymnase
- 1905: Jeunesse, de André Picard, Teatro del Odeón
- 1906: Glatigny, de Catulle Mendès, Teatro del Odeón
- 1906: La Savelli, de Max Maurey y Gilbert Thierry, Teatro Réjane
- 1907: La Course du flambeau, de Paul Hervieu, Teatro Réjane
- 1907: Paris-New York, de Francis de Croisset y Emmanuel Arène, Teatro Réjane
- 1908: Le Bonheur de Jacqueline, de Paul Gavault, Teatro du Gymnase
- 1908: Le Scandale de Monte-Carlo, de Sacha Guitry, Teatro du Gymnase
- 1908: La Patronne, de Maurice Donnay, Teatro du Vaudeville
- 1909: Lauzun, de Gustave Guiches y François de Nion, Teatro de la Porte Saint-Martin
- 1911: Le Vieil Homme, de Georges de Porto-Riche, Teatro de la Renaissance
- 1913: L'Occident, de Henry Kistemaeckers, Teatro de la Renaissance
- 1913: Un fils d'Amérique, de Pierre Veber y Marcel Gerbidon, escenografía de Abel Tarride, Teatro de la Renaissance
- 1923: Rends-moi ce petit service, de Alex Madis, escenografía de Abel Tarride, Teatro de la Renaissance
- 1924: Maman, de José Germain y Paul Moncousin, Teatro du Vaudeville
- 1931: Bluff, de Georges Delance, Théâtre des Variétés